# Sauen
Sauen (niedersorbisch Sowjo, dialektal auch Sowje) ist ein aus 35 Wohnhäusern bestehendes Straßenangerdorf im Osten von Brandenburg in der Gemeinde Rietz-Neuendorf mit 97 Einwohnern (2023). Die künstlerischen Hochschulen Berlins (Kunsthochschule Berlin-Weißensee, Universität der Künste Berlin, Hochschule für Schauspielkunst „Ernst Busch“ Berlin, Hochschule für Musik „Hanns Eisler“ Berlin) betreiben im Ort gemeinsam eine Begegnungsstätte, in der seit 1981 Seminare abgehalten werden.

## Geschichte und Etymologie

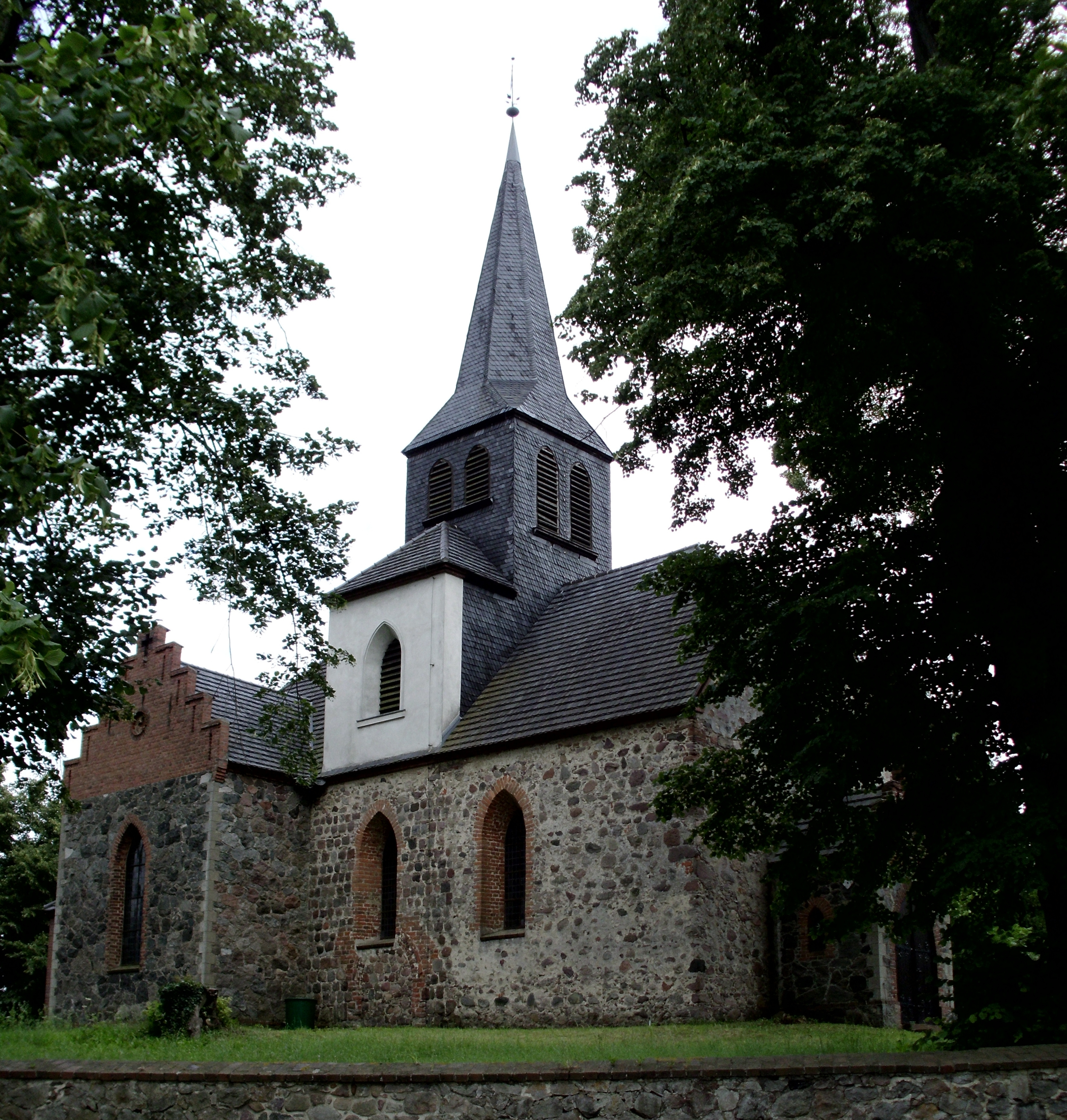
Kirche in Sauen

Die erste urkundliche Erwähnung des Ortes als Suwen stammt aus dem Jahr 1346; Urnenfunde belegen aber eine Besiedlung bereits in der Bronzezeit. Der Name des Ortes stammt vom wendischen Sawen oder Suwen ab, was Eulenhorst oder Eulenbusch bedeutet. Eine andere Deutung bezieht sich auf das Wort „sowa“ für Eule. Im 13. Jahrhundert entstand die Dorfkirche. In dem Straßenangerdorf lebten die Einwohner vermutlich über viele Jahrhunderte in einfachen Verhältnissen: Ab 1418 sind zahlreiche wechselnde Besitzer überliefert. In den Jahren 1784 bis 1786 entstand ein Gutshaus im spätbarocken Stil, das um 1900 um einen Eiskeller erweitert wurde. 1912 erwarb der Chirurg August Bier das Anwesen. Der Erfinder der Lumbalanästhesie lebte dort bis zu seinem Tod im Jahr 1949. Bier begann in seiner Zeit hier, den Kiefernwald auf märkischem Sandboden zu einem Mischwald mit bis zu 460 verschiedenen Gehölzarten umzugestalten, was von den damaligen Forstleuten mit Unverständnis betrachtet wurde. Die zahlreichen unter Denkmalschutz stehenden Alleen in der Dorfperipherie sind darauf zurückzuführen. Seine Forschungen wurden von seinem Sohn Heinrich Bier fortgeführt und seit 1992 hat die „Stiftung August Bier für Ökologie und Medizin“ ihren Sitz in Sauen. 1895 brannte die Kirche ab und wurde von der Kirchengemeinde im gotischen Stil wiederaufgebaut. 1912 entstand im Ort weiterhin eine Ziegelei. Sie produzierte die Mauersteine, die zusammen mit den vor Ort gefundenen Feldsteinen das Ortsbild der Häuser und Stallungen prägen.
Am 1. April 1939 wurde die Gemeinde Drahendorf nach Sauen eingemeindet, nach dem Ende des Zweiten Weltkrieges erlangte der Ort jedoch seine Eigenständigkeit zurück. In den 1950er Jahren gründete sich eine LPG. Diese wurde nach der Wende in eine Agrargenossenschaft mit neun Mitarbeitern umgewandelt.
Am 31. Dezember 2001 wurde der Ort in die neue Gemeinde Rietz-Neuendorf eingegliedert. Sauen ist Mitglied der 2005 gegründeten Arbeitsgemeinschaft „Historische Dorfkerne im Land Brandenburg“. 2017 wurde der Ort auf der Grünen Woche in Berlin mit der Goldmedaille ausgezeichnet. Der Ort hatte sich unter 2500 Gemeinden am Bundeswettbewerb „Unser Dorf hat Zukunft“ beteiligt. Insgesamt erhielten 33 Finalisten Gold, Silber oder Bronze.

## Sehenswürdigkeiten
Siehe auch Liste der Baudenkmale in Rietz-Neuendorf#Sauen

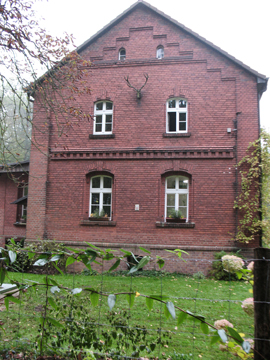
Försterei Sauen

- Ein zentraler Ort im Dorf ist der klassizistisch-spätbarocke[4] Gutshof Sauen.
- Die Dorfkirche Sauen wurde 1895 durch einen Blitzeinschlag vollständig zerstört, aber gleich darauf 1896/1897 wiederaufgebaut. Sie besitzt eine Sauer-Orgel. Unterhalb der Kirche befindet sich der historische Gottesacker Sauens mit Gruftanlagen. Diese sind jedoch im 21. Jahrhundert nicht mehr zugänglich.
- Es gibt ein Gemeindehaus, in dem auch die Freiwillige Feuerwehr ihren Sitz hat. Bis 1955 wurde dieses Gebäude als Schule genutzt.
- Am Pappelmuttergarten sind über 100 verschiedene Laubbaumarten zu sehen.

## Kultur und regelmäßige Veranstaltungen
- Zweimal im Jahr findet in einer Scheune des Dorfes ein Opernabend statt. Die umgebaute Scheune bietet Platz für 300 Gäste und ist meist gut gefüllt. Vorgetragen werden die Stücke von Studenten aus Deutschland, Tschechien, Polen, der Ukraine und auch China im Rahmen von Oper Oder-Spree.
- Alle sechs Wochen ist die Kirche für Gottesdienste geöffnet.
- Darüber hinaus finden im Gutshof Sauen regelmäßig Seminare der Kunsthochschulen Berlins statt, zu denen seit einiger Zeit regelmäßig auch die Bewohner des Dorfes eingeladen sind.
- Neben zahlreichen Kunstaktionen ist die Auftaktveranstaltung im Wintersemester der Kunsthochschule Berlin-Weißensee Initiator regelmäßig stattfindender künstlerischer Dialoge.

## Wirtschaft
- Die Agrargenossenschaft ist der größte Arbeitgeber im Dorf.

## Persönlichkeiten
- August Bier (1861–1949), der bedeutende deutsche Mediziner (Chirurg) und Marineobergeneralarzt fand seine letzte Ruhe in seinem Waldgut Sauen bei Beeskow
- Bruno Theek (1891–1990), Pfarrer, Politiker und Schriftsteller war von 1918 bis 1920 Pfarrer in Sauen
- Peter Schilling (1923–2009), Wehrmachts-Deserteur, Dolmetscher und Autobiograf, lebte ab 1933 in Sauen.
- Conrad Baldamus (1940–2024), Internist, Nephrologe und Hochschullehrer